# 서지 관리 소프트웨어
서지 관리 소프트웨어(reference management software), 인용 관리 소프트웨어, 참고 문헌 관리 소프트웨어는 학자나 저자가 참고 문헌을 기록하고 활용하기 위한 소프트웨어이다. 인용이 기록되면 학문 서적, 문헌, 에세이의 각주 목록처럼 서지 생성 시 다시 사용이 가능하다. 서지 관리 패키지의 개발은 과학 문헌의 빠른 확장에 의해 주도되고 있다. 대표적인 소프트웨어로는 Endnote, Mendeley, Zotero, Citeasy 등이 있다.
이러한 소프트웨어 패키지들은 일반적으로 데이터베이스로 이루어져 있으며, 이 안에서 완전한 참고 문헌을 입력할 수 있으며 출판자와 학술지가 요구하는 각기 다른 형식의 선별적 문서 목록을 생성하는 시스템도 갖추어 있다. 현대의 서지 관리 패키지들은 일반적으로 워드 프로세서와 연동할 수 있으므로 문서 작성 시 적절한 형식의 각주 목록을 자동으로 만들어낼 수 있으며 인용된 출처가 각주 목록에 포함되지 않는 위험을 줄일 수 있다. 서지 데이터베이스로부터 출판 상세 내용을 가져오기 위한 기능도 갖추고 있는 경우가 있다.

## 위키백과에서의 서지 관리
미디어위키 소프트웨어를 실행하는 위키백과의 경우 서지 관리를 위한 도구를 내장하고 있다. 이 도구들은 수많은 방식으로 서지 관리 소프트웨어의 기능을 갖추고 있는데 다음과 같다:
1. 자동으로 참고 문헌의 번호를 매긴다.
2. 각주 목록을 생성한다.
3. 텍스트 및 각주 목록 내의 인용 요소들 간 링크를 설정한다.

위키데이터는 위키백과의 본문, 항목, 이름공간에 위치한 과학 저널, 저널 문서의 다양한 속성을 저장한다.
전통적인 서지 관리 도구들과 달리 미디어위키는 인용을 용이하게 할 목적으로 데이터베이스 내에 각주를 저장하지 않는다.

## 같이 보기
- Z39.50